# Pseudosquillopsis lessonii
Pseudosquillopsis lessonii is een bidsprinkhaankreeftensoort uit de familie van de Parasquillidae. De wetenschappelijke naam van de soort is voor het eerst geldig gepubliceerd in 1830 door Guérin.